# 霍尔藏仓活佛
霍尔藏仓活佛（藏語：ཧོར་ཚང་ཚང，威利转写：hor tshang tshang）为甘肃拉卜楞寺四大赛赤之一，名称“霍尔藏”来自第一世的出生地。至今已传七世，均为安多人。

## 历世霍尔藏仓活佛
| 世代   | 生卒年         | 中文姓名       |
| ------ | -------------- | -------------- |
| 第一世 | ？－1829年     | 华尔丹智华     |
| 第二世 | 1731年－1747年 | 罗藏丹增嘉措   |
| 第三世 | 1747年－1815年 | 晋美柔贵桑盖   |
| 第四世 | 1816年－1874年 | 晋美丹贝尼玛   |
| 第五世 | 1875年－1912年 | 噶藏华尔丹智华 |
| 第六世 | 1913年－1958年 | 罗藏华尔丹嘉措 |
| 第七世 | 1979年－       | 晋美智华嘉措   |